# К-410 «Смоленск»
К-410 «Смоле́нск» — советский и российский атомный подводный ракетоносный крейсер проекта 949А «Антей», входящий в состав 11-й дивизии подводных лодок Северного флота ВМФ России.

## История строительства
Ракетный подводный крейсер К-410 был заложен 9 декабря 1986 года на Севмаше под заводским номером 637. 20 января 1990 года спущен на воду, 22 декабря того же года вошёл в строй.

## История службы
В апреле 1991 года в связи с подготовкой К-173 к межтеатровому переходу его экипаж был переведён на К-410. В августе-сентябре того же года экипаж К-410 совершил успешный межтеатровый переход на К-173 с отработкой новых тактических приёмов и в тяжёлых условиях. За этот поход президентским указом от 15 июня 1994 года командир экипажа К-410 Ефанов А. П. был удостоен звания Героя Российской Федерации.
С 6 апреля 1993 года К-410 носит почётное наименование «Смоленск».
В 1995 году «Смоленск» совершил автономную боевую службу к берегам Кубы. Во время автономки, в районе Саргассова моря, случилась авария главной энергетической установки, последствия были устранены экипажем без потери скрытности и с применением мер безопасности за двое суток. При ликвидации неисправности особо отличились турбинисты 8-го отсека матросы Кондратьев О., Салимов Р., Рыбалов В., под командованием капитан-лейтенанта В. Н. Павлюка. Все поставленные задачи боевой службы были выполнены успешно.
В 1996 году — автономная боевая служба.
«Смоленск» удостаивался приза главнокомандующего ВМФ за успешные ракетные стрельбы в 1993, 1994, 1998 годах.
По состоянию на 2008 год К-410 «Смоленск» находился в боевом составе Северного флота ВМФ России, базировался на Заозёрск, Западная Лица.
В 2011 году ракетный крейсер поставлен на ремонт в Центр судостроения «Звёздочка». В августе 2012 года на АПРК «Смоленск» завершен стапельный этап ремонта: 5 августа 2012 года проведена доковая операция по спуску корабля на воду. Завершающий этап работ проводился на плаву у достроечной набережной.
2 сентября 2013 года лодка находилась в доке предприятия «Звёздочка», когда во время испытаний цистерны главного балласта АПЛ, давлением сорвало прижимную крышку кингстона. Жертв и пострадавших нет.
23 декабря 2013 года после завершившегося ремонта АПРК «Смоленск» вышел в море для выполнения программы заводских ходовых испытаний. За время ремонта на крейсере была восстановлена техническая готовность всех систем корабля, в том числе, механической части, радиоэлектронного вооружения, корпусных конструкций и главной энергетической установки. Произведена перезарядка реакторов субмарины и ремонт комплекса вооружения. Срок службы подводного ракетоносца продлен на 3,5 года, по истечении которых планируется начать работы по глубокой модернизации корабля.
Планируется, что до конца 2013 года экипаж крейсера и заводская сдаточная команда выполнят проверку всех систем корабля в условиях полигонов в Белом море. После этого крейсер отправится к месту постоянного базирования на Кольском полуострове.
В сентябре 2014 года крейсер участвовал в тактических учениях разнородных сил Северного флота.

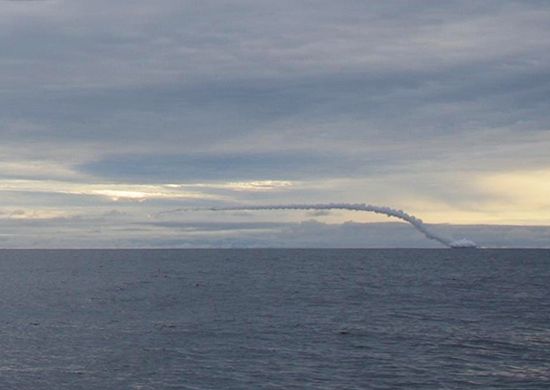
Пуск ракеты П-700 «Гранит» с борта К-410 по береговой мишени, 2016 год

16 октября 2016 года крейсер осуществил запуск ракеты «Гранит» из подводного положения в Баренцевом море по мишени на архипелаге Новая Земля в Арктике, в рамках итоговых мероприятий боевой подготовки за 2016 учебный год.
Стрельба прошла успешно, ракета поразила цель, которая располагалась в глубине побережья острова Северный архипелага Новая Земля
.
5 июля 2017 года крейсер из подводного положения уничтожил крылатой ракетой «Гранит» морскую мишень в акватории Баренцева моря, находившуюся на удалении около 400 километров
.

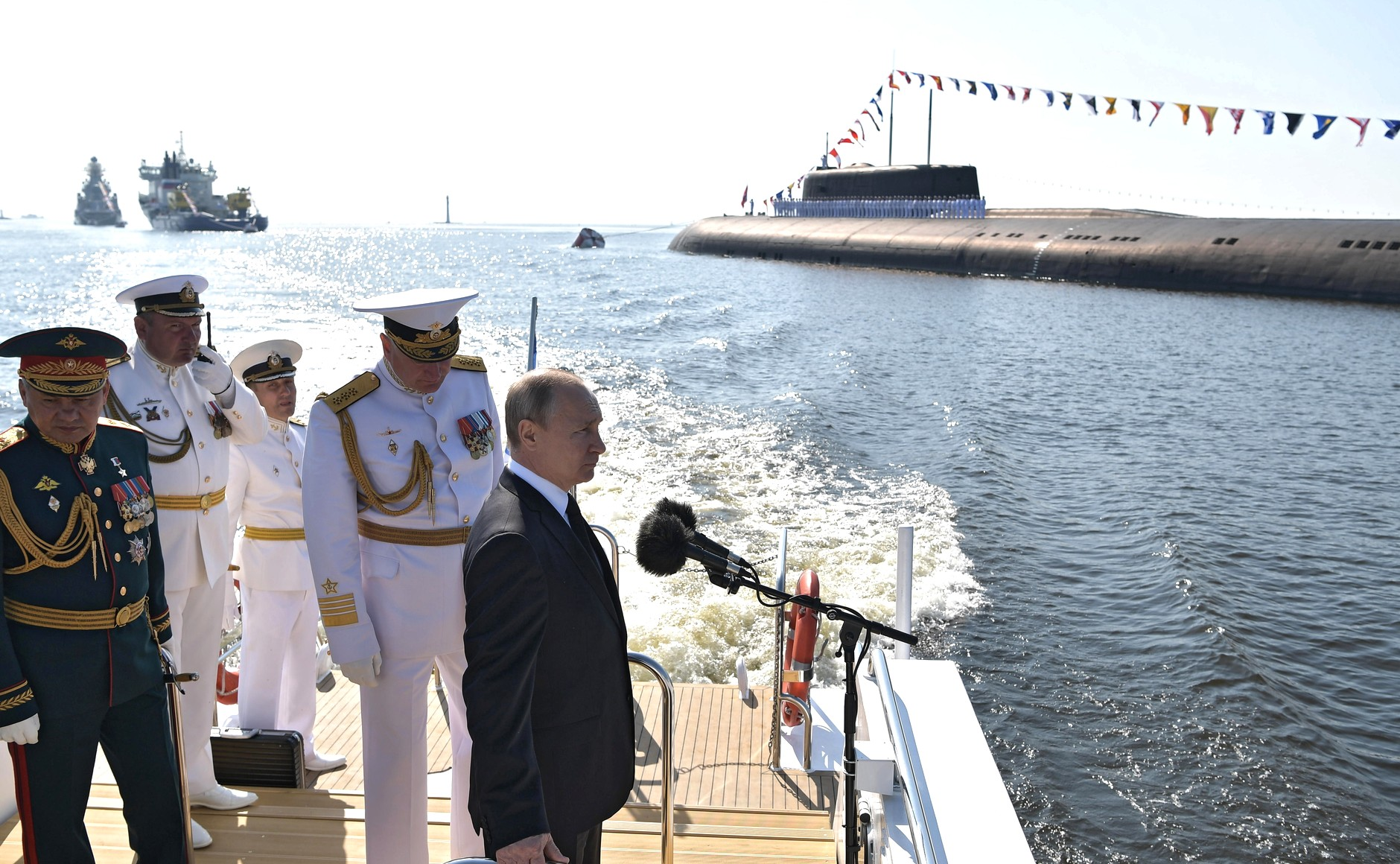
К-410 в парадном строю на Военно-морском параде в Кронштадте, 2019 год

В июле 2019 году крейсер принял участие в праздновании Дня ВМФ на рейде Кронштадта.

## Командиры
- 1983—1988: Земцов Н. И. (экипаж К-173)
- 1988—1991 — Козлов И. Н.
- 1991—1994 — Ефанов А. П.
- 1994—2008 — Милованов А. В.
- 2008—2015 — Морозов Б. В
- 2015—?? — А. Соколов